# Athemellus naokii
Athemellus naokii is een keversoort uit de familie soldaatjes (Cantharidae). De wetenschappelijke naam van de soort werd in 2000 gepubliceerd door Okushima & Imasaka.